# Auska Dorsum
L'Auska Dorsum è una struttura geologica della superficie di Venere.